# Chasné-sur-Illet
Chasné-sur-Illet é uma comuna francesa na região administrativa da Bretanha, no departamento Ille-et-Vilaine. Estende-se por uma área de 9,48 km². Em 2010 a comuna tinha 1 594 habitantes (densidade: 168,1 hab./km²).